# Céphalanthère rouge
Cephalanthera rubra
Espèce
Classification phylogénétique
Statut CITES
La Céphalanthère rouge, Cephalanthera rubra, est une espèce de plantes à fleurs de la famille des Orchidaceae (les Orchidées) et du genre Cephalanthera. C'est une plante herbacée vivace  quasiment endémique d'Europe.

## Description
C'est une plante grêle, aux tiges teintées de rouge, aux feuilles étroites, lancéolées, aux nombreuses bractées. Les fleurs, organisées en épi simple, sont rose vif ou pourprées, les sépales et pétales de même forme, pointus, les sépales latéraux souvent écartés. Le labelle porte à sa base des rides jaunes. Il n'y a pas d'éperon.

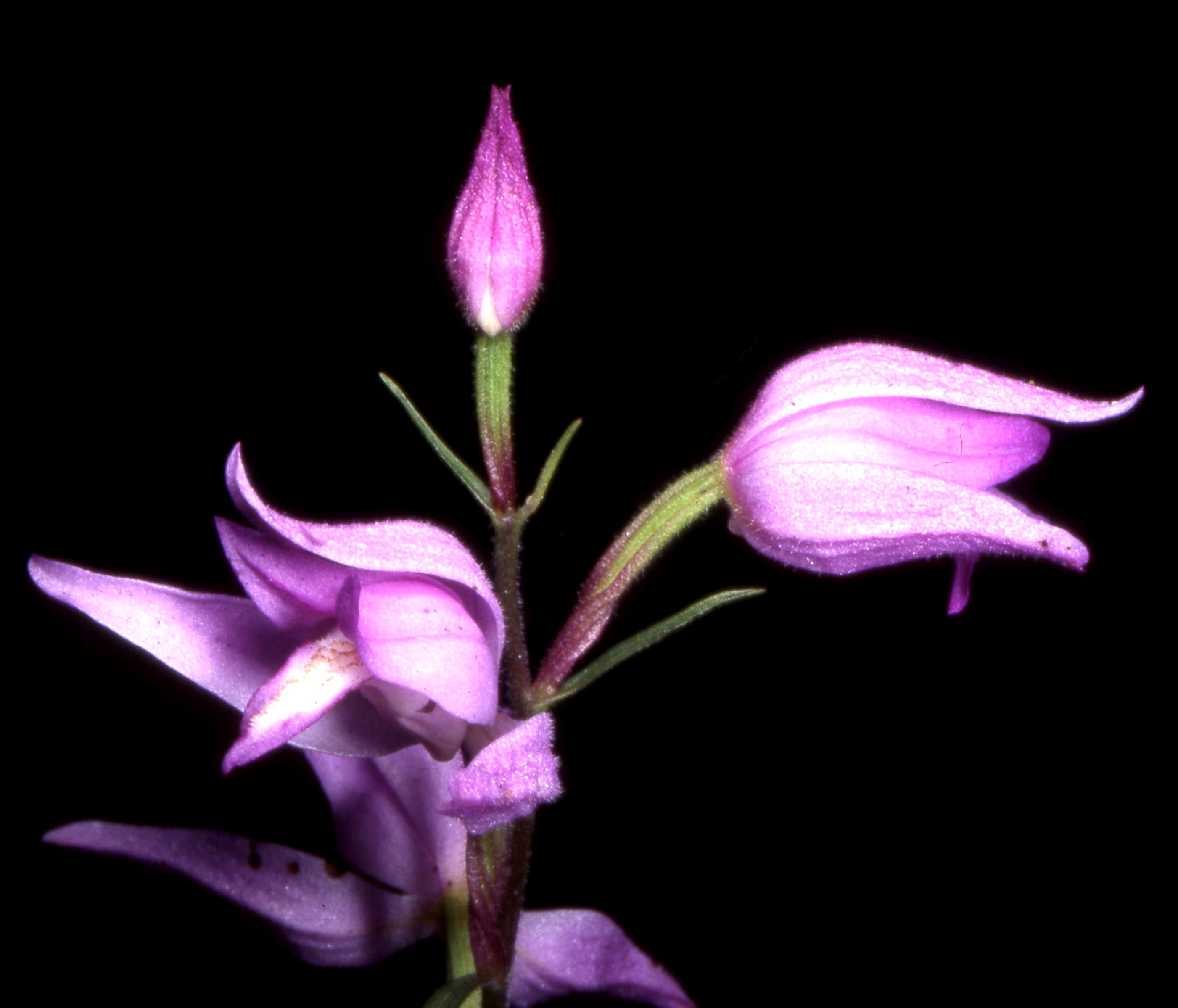
Détail de la fleur.

## Biologie
Il s'agit d'une plante vivace hémicryptophyte à floraison hermaphrodite dont certaines populations ont une reproduction entomophile et d'autres végétative. En France, elle fleurit d'avril à juillet. Ses fruits sont des capsules disséminant de minuscules graine par anémochorie,.

## Habitat et répartition
Cette espèce apprécie les sous-bois herbacés médioeuropéens, basophiles, montagnards, des adrets (bois de hêtres, pentes rocheuses ombragées sur substrat calcaire).
Cette espèce est présente sur l'ensemble de l'Europe, au Maroc, en Algérie, ainsi que les pays bordant la mer Noire et la mer Caspienne. En France, elle est assez rare, plutôt présente dans le Sud-Est.

## Vulnérabilité
En France, l'espèce est classée « préoccupation mineure » au niveau national et « en danger critique d'extinction » en Pays de la Loire et Haute-Normandie, « en danger » en Île-de-France, « vulnérable » en région Centre et « préoccupation mineure » dans les autres circonscriptions.
C. rubra est considérée comme « éteinte » aux Pays-Bas
La protection de C. rubra passe par la préservation de biotopes forestiers spécifiques à cette espèce. Lors du suivi, le nombre de pousses (végétatives et génératives), la surface foliaire et le nombre de fruits sur un site donné sont enregistrés. Il est recommandé de collecter des données métrologiques (somme des précipitations et température de l'air), ainsi que des données concernant l'ombrage, la végétation du site, la présence de jacinthes (Campanula sp.) à proximité et la quantité de bois mort.

## Galerie de photos

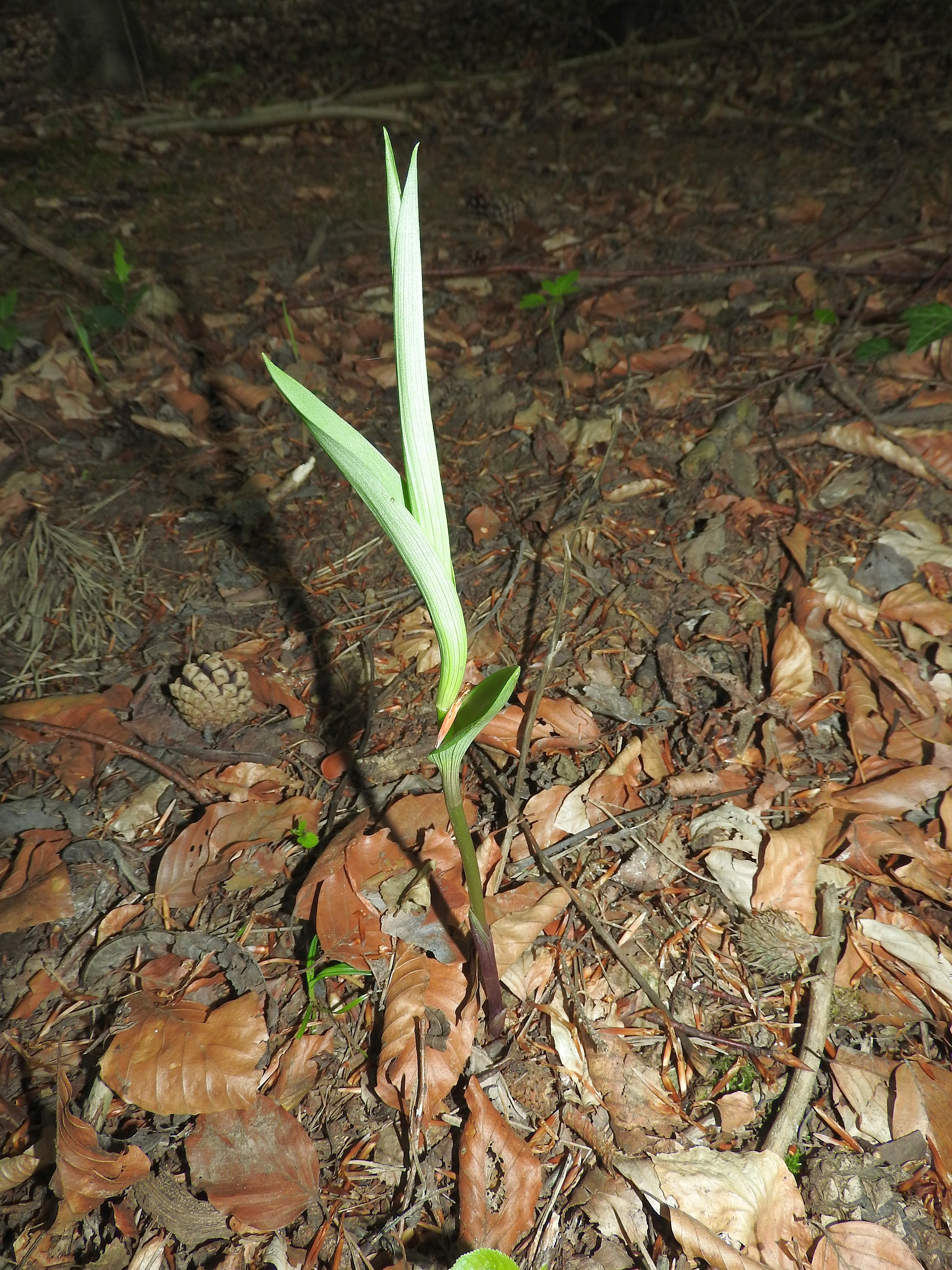
Jeune pousse
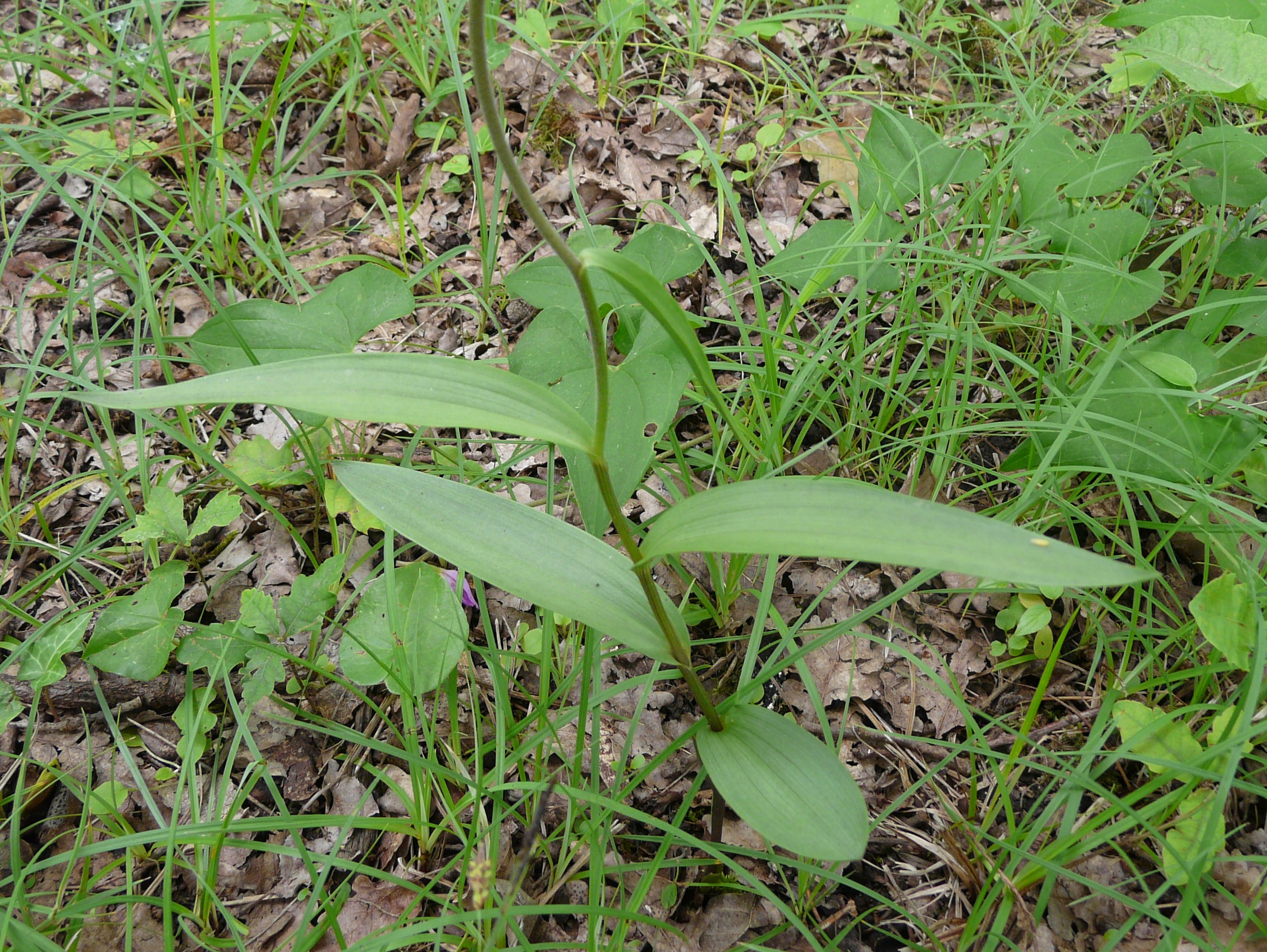
Feuilles
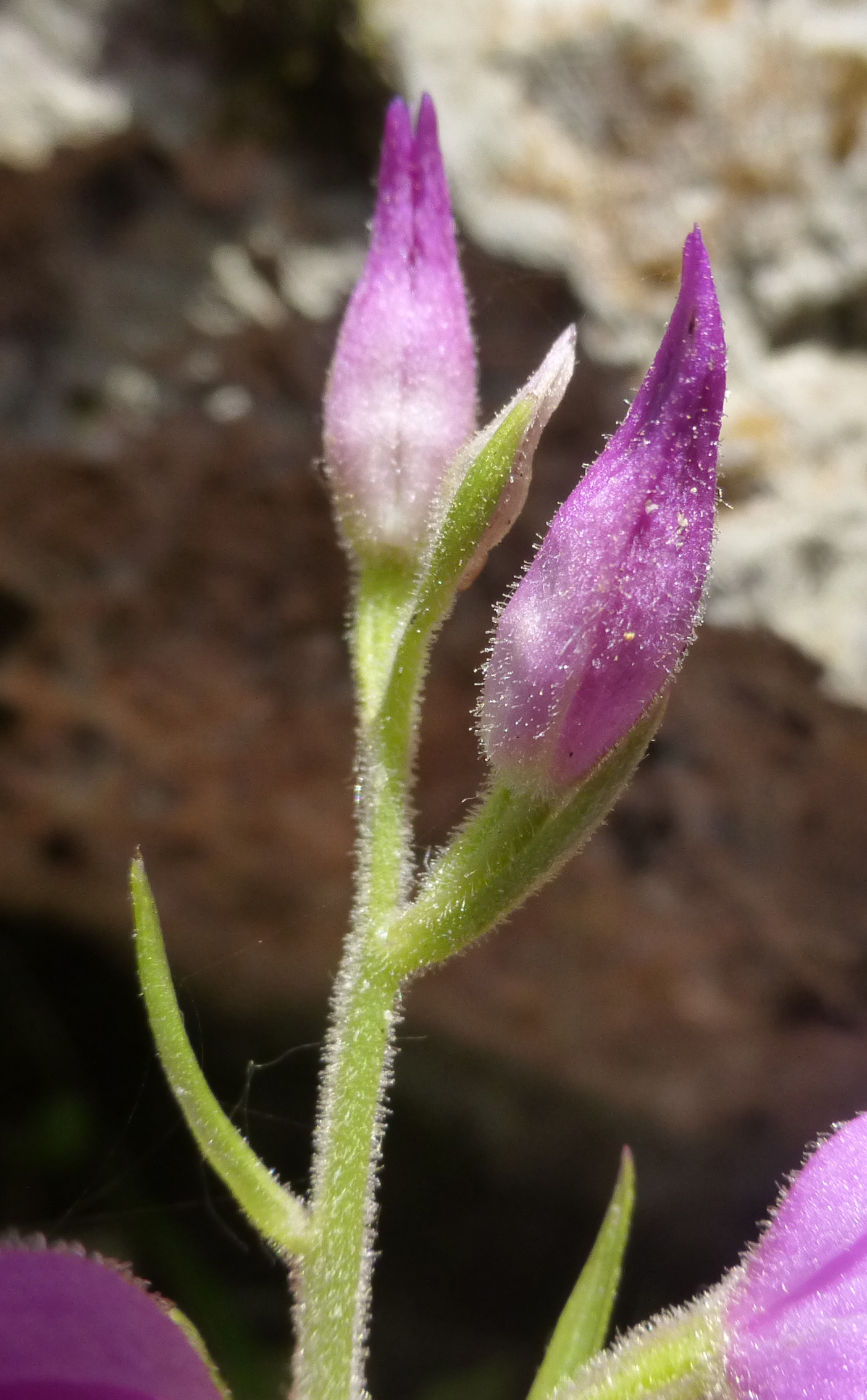
Boutons floraux
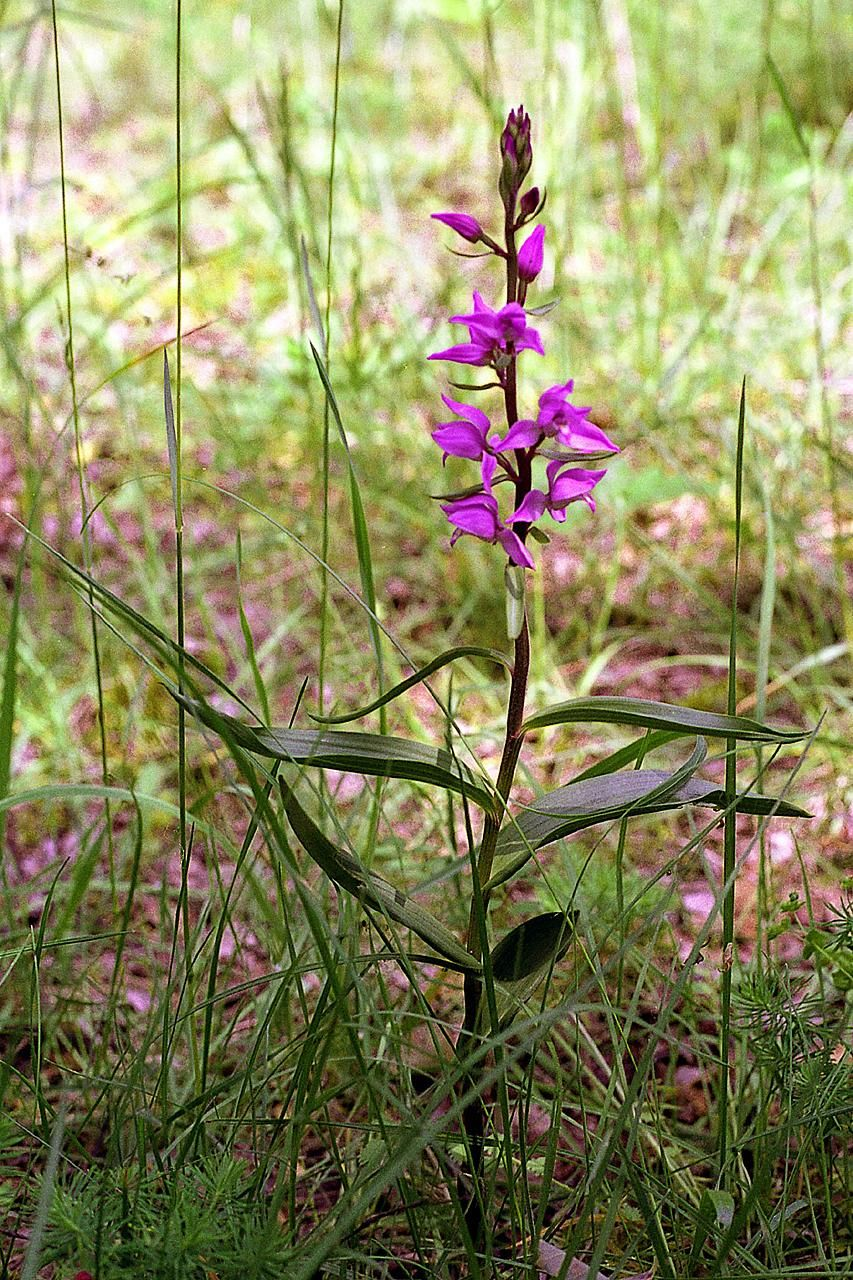
Plante en fleur
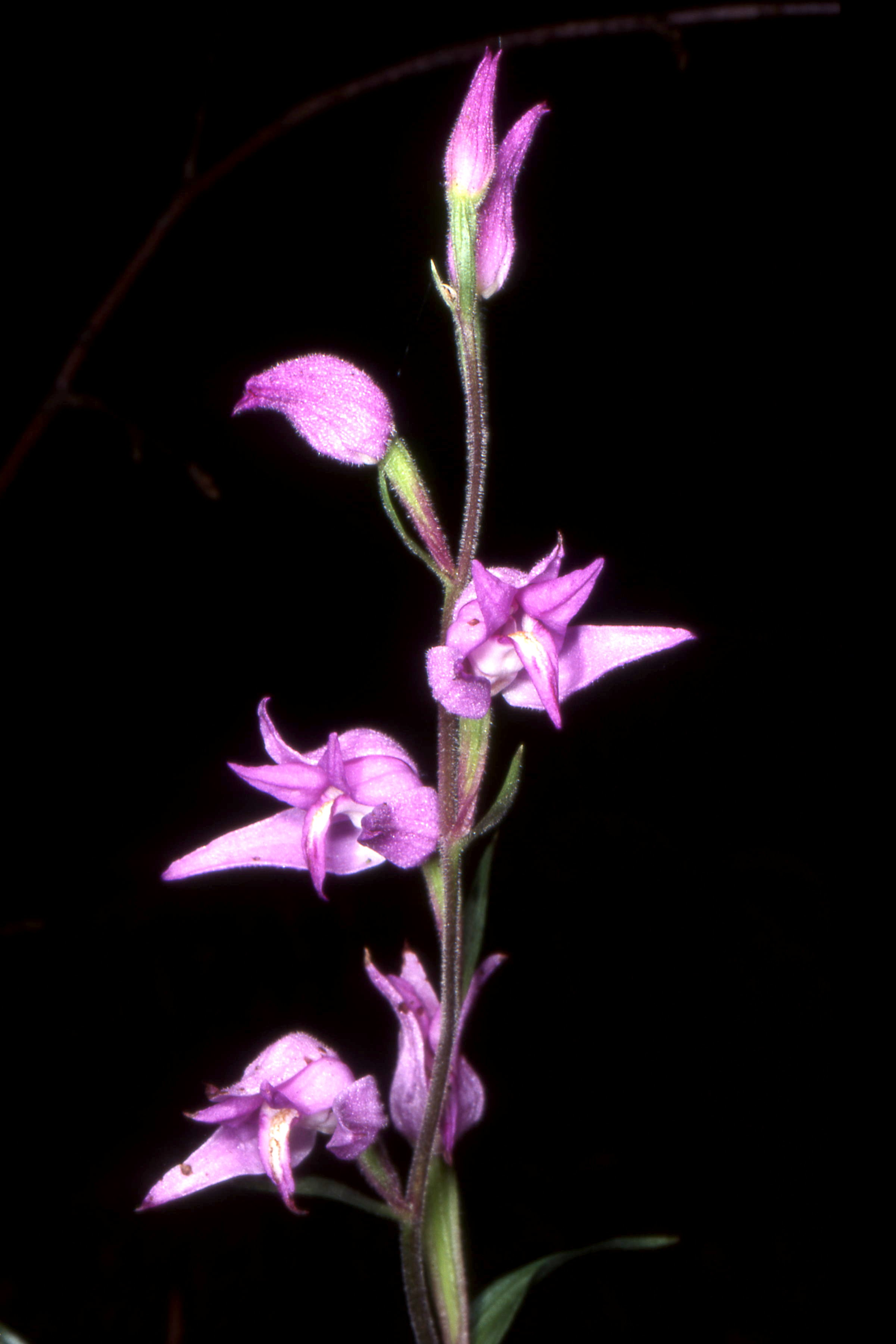
Inflorescence
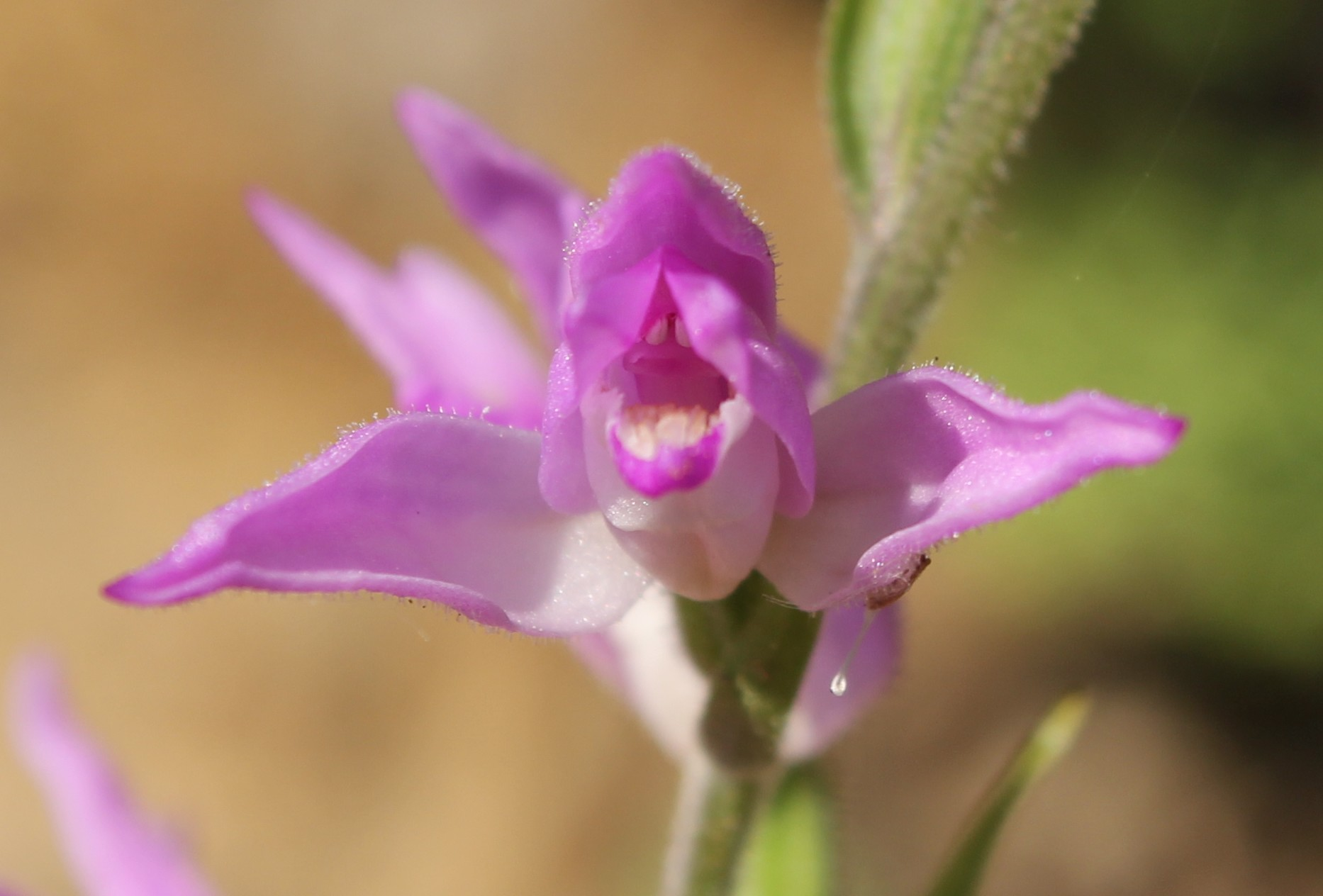
Fleur
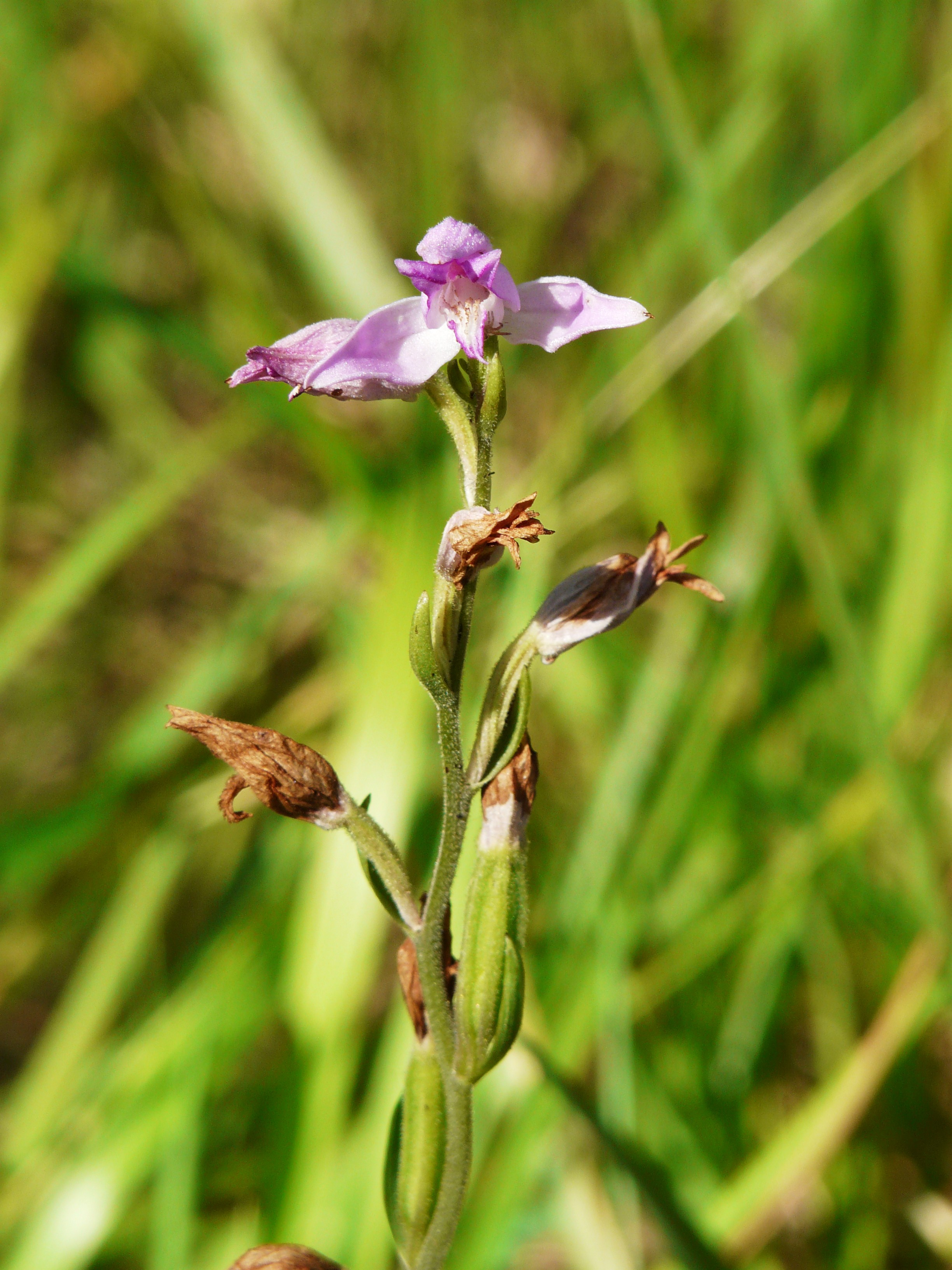
Début de fructification